# Bo Matthews
William Pierce Matthews (Huntsville, 15 novembre 1951) è un ex giocatore di football americano statunitense che ha giocato nel ruolo di running back nella National Football League (NFL). Al college giocò a football all'Università del Colorado.

## Carriera
Matthews fu scelto come secondo assoluto nel Draft NFL 1974 dai San Diego Chargers. Malgrado l'alta selezione non mantenne mai le promesse riposte in lui, correndo al massimo 328 yard e 4 touchdown in una stagione, entrambi nella sua prima annata. Nel 1980 passò ai New York Giants e chiuse la carriera giocando uno scorcio della stagione 1981 coi Miami Dolphins.

## Statistiche
| Partite totali     | 101   |
| Yard corse         | 1 566 |
| Touchdown su corsa | 11    |